# Exacum petiolare
Exacum petiolare är en gentianaväxtart som beskrevs av August Heinrich Rudolf Grisebach. Exacum petiolare ingår i släktet Exacum och familjen gentianaväxter. Inga underarter finns listade i Catalogue of Life.